# Mercedes Moltó
Mercedes Moltó Contreras (Barcelona, 21 de febrero de 1974) es una ex actriz hispano-panameña residente en Miami.

## Biografía
Mercedes Moltó Contreras nació el 21 de febrero de 1974 en Barcelona, España, de padre y madre panameños. Realizó sus estudios primarios y secundarios en el Colegio María Inmaculada; ubicado en La Alameda, Panamá. Luego viajó a México con sus padres, es ahí donde obtiene la nacionalidad e inicia su carrera como actriz de telenovelas, destacándose principalmente como villana.
Hija primogénita de José Moltó Ordóñez, médico cirujano especialista en otorrinolaringología y de la señora Mercedes Contreras. Estudió en el CEA de Televisa y participó en buen número de telenovelas de aquella empresa.

## Trayectoria

### Telenovelas
- Bajo el mismo cielo (2015) - Déborah Fridman Campos
- Pasión prohibida (2013) - Denise Lefevre "Mademoiselle"
- Relaciones peligrosas (2012) - Benita Mendoza
- Verano de amor (2009) - Paulina Huerta
- Pablo y Andrea (2005) - Carlota / Úrsula / Bárbara / Socorro Barraza
- Niña amada mía (2003) - Karina Sánchez de Soriano ✞︎ Villana Principal
- La otra (2002) - Eugenia Guillén Sáenz / Eugenia Arriaga Sáenz de Mérida ✞︎
- Por un beso (2000-2001) - Mirna Ballesteros Mendizábal
- Gotita de amor (1998) - Lucrecia Samaniego de Sotomayor
- Rencor apasionado (1998) -  Martha Valdivia
- Sin ti (1997-1998) -  Brenda
- Mi querida Isabel (1996-1997) - Eugenia
- Pobre niña rica (1995) -  Bárbara de Villagrán
- Caminos cruzados (1994-1995) - Jackie
- Valentina (1993-1994) - Luisita Basurto

### Programas
- Como dice el dicho (2011) (1 episodio: "No hay mal que por bien no venga")
- Mujeres asesinas (2008) - Silvia (1 episodio: "Martha, asfixiante")
- La rosa de Guadalupe (2008) - Rebeca / Violeta / Lourdes (3 episodios: "Saber amar", "La niña de mis ojos", "Mi nena cómplice")
- La Hora Pico (2004) - Varios personajes (1 episodio)
- Big Brother (2004) - Participante (Varios episodios)
- Mujer, casos de la vida real (2001-2006) (5 episodios)

## Premios y nominaciones

### Premios TVyNovelas
| Año  | Categoría          | Telenovela        | Resultado |
| ---- | ------------------ | ----------------- | --------- |
| 2003 | Mejor villana      | Niña amada mía    | Nominada  |
| 1998 | Mejor actriz joven | Mi querida Isabel | Nominada  |

### Premios Miami Life Awards
| Año  | Categoría                             | Telenovela       | Resultado |
| ---- | ------------------------------------- | ---------------- | --------- |
| 2014 | Mejor actriz de reparto de telenovela | Pasión prohibida | Nominada  |